# Souls in Bondage
Souls in Bondage er en amerikansk stumfilm fra 1916 af Edgar Lewis.

## Medvirkende
- Mary Carr som Mrs. Coombes.
- William Corbett som Julian Forbes.
- Nance O'Neil som Rosa Brenner.
- Bernard Siegel som Mr. Brenner.
- Ida Stanhope som Rita Brenner.